# Marek Uleryk
Marek Uleryk (ur. 6 stycznia 1975 w Żninie, zm. 10 kwietnia 2010 w Smoleńsku) – chorąży Biura Ochrony Rządu (BOR).

## Życiorys
Wychował się w Dziewierzewie. Był skoczkiem spadochronowym WKS Zawisza Bydgoszcz, zdobywając dwukrotnie tytuł mistrza Polski w wieloboju spadochronowym. Był instruktorem spadochroniarstwa i oddał około tysiąca skoków. W BOR służył od 1 września 2003 roku. Początkowo pilnował Pałacu Prezydenckiego, później krótko służył w ochronie prezydentów Aleksandra Kwaśniewskiego i Lecha Kaczyńskiego, następnie powierzono mu dbanie o bezpieczeństwo małżonki prezydenta Marii Kaczyńskiej.
Zginął 10 kwietnia 2010 w katastrofie polskiego samolotu Tu-154M w Smoleńsku w drodze na obchody 70. rocznicy zbrodni katyńskiej.
Pośmiertnie awansowany na pierwszy stopień oficerski podporucznika Biura Ochrony Rządu, odznaczony „Honorową Odznaką BOR” i Krzyżem Kawalerskim Orderu Odrodzenia Polski. 21 kwietnia 2010 roku został pochowany z honorami wojskowymi na cmentarzu parafii pw. św. Jakuba Apostoła w Dziewierzewie. Jego ciało zostało ekshumowane 26 września 2017 w związku z prowadzonym przez Prokuraturę Krajową śledztwem.
1 września 2016 został patronem Zespołu Szkół w Dziewierzewie koło Kcyni.